# 维基媒体对2019冠状病毒病疫情的反应

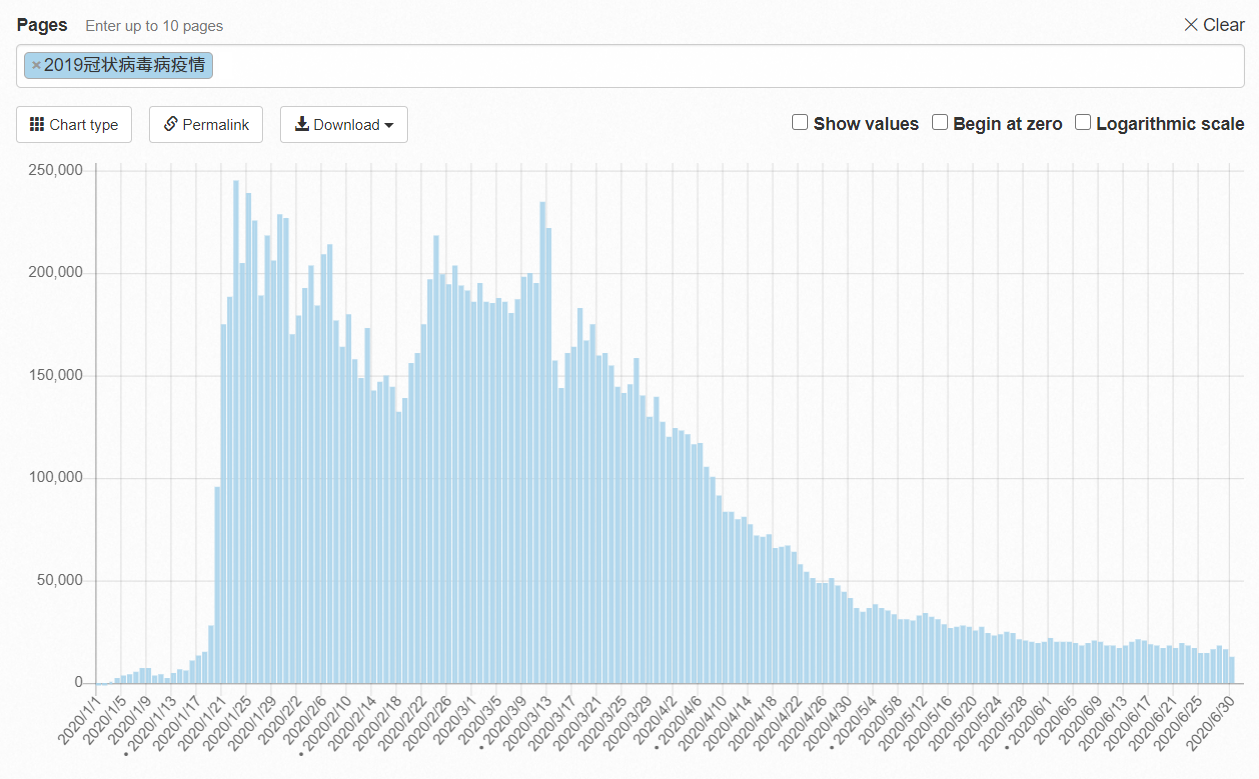
2020年1月1日至2020年6月30日，中文维基百科上的条目“2019冠状病毒病疫情”的页面浏览量统计

在2019冠状病毒病疫情期间，维基百科的读者人数有所增加。在英文维基百科，許多維基人致力于消除错误信息。据《黎明报》报道，自2019年12月武汉出现的病例被报道以来，维基百科编者平均每小时编辑163次。截至2020年4月23日，在维基百科所有语言版本中，大约有4500个维基百科页面与该疫情有关。

## 维基百科

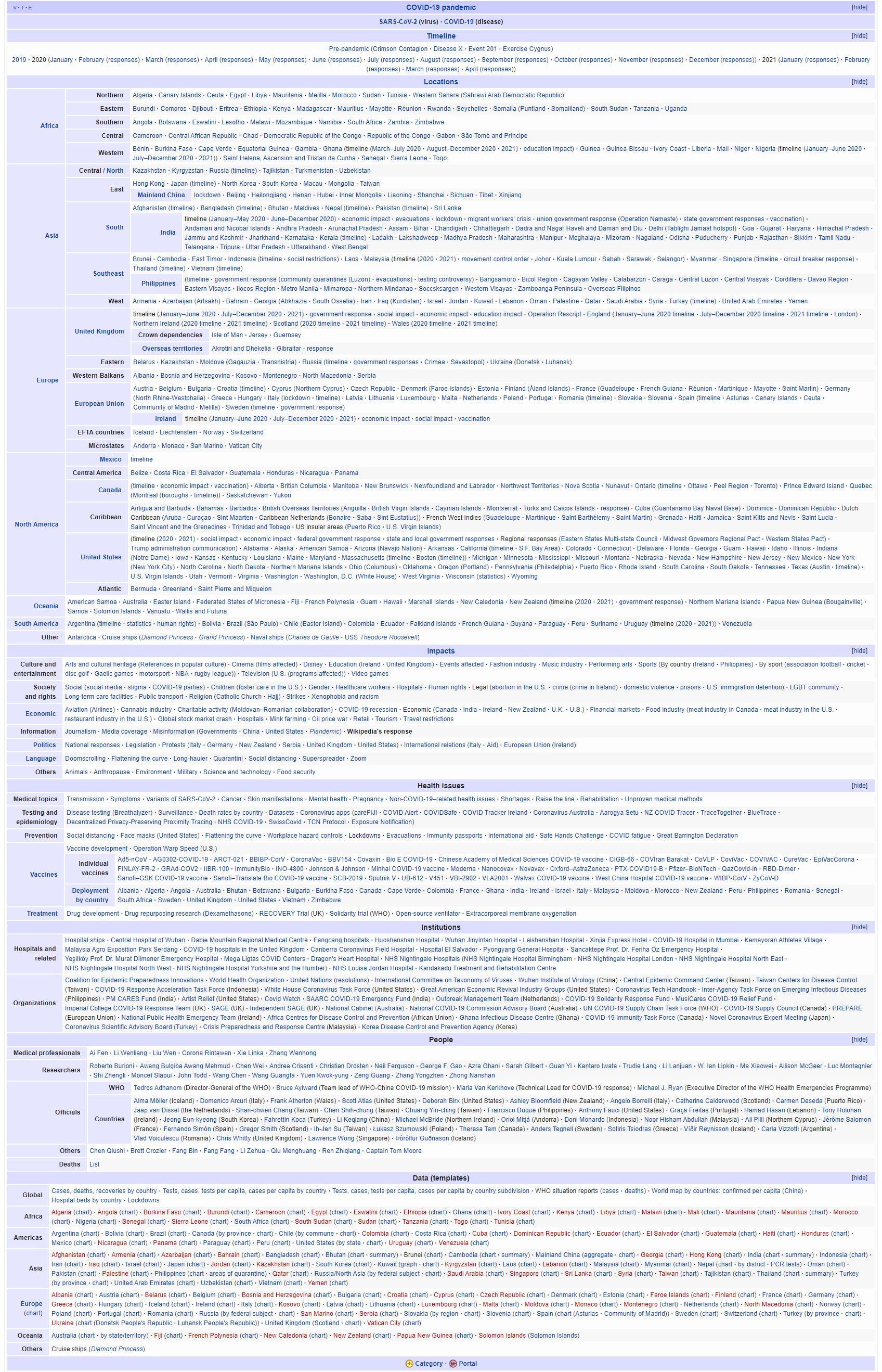
英文维基百科上的一个模板的截图，显示了截至2020年4月22日，英文维基百科中与2019冠状病毒病疫情有关的所有条目

3月中旬，《连线》杂志的诺姆·科恩（Noam Cohen）表示，编者们在有关这一流行病的条目上所做的工作表明，“维基百科也培养了一种良知”。科恩描述了维基百科打击与疫情有关的错误信息的努力与其他一些主流网站的不同之处，并表示，“除非Twitter、Facebook和其他网站能够学习更有效地处理错误信息，否则维基百科将仍然是互联网上最佳网站。”
维基百科在全球范围内的浏览人数因疫情而升至创纪录水平。在《国土报》文章《为什么维基百科對冠状病毒免疫》（Why Wikipedia Is Immune to Coronavirus）中，奥马尔·本雅各布（Omer Benjakob）写道：“维基百科已经介入并提供了救济。以至于它为成了2019冠状病毒病的信息的主要来源。”
英國廣播公司（BBC）在2021年初發表評論說，到2020年，數百名維基百科編輯就大流行的各個方面進行了撰寫。

### 英語维基百科

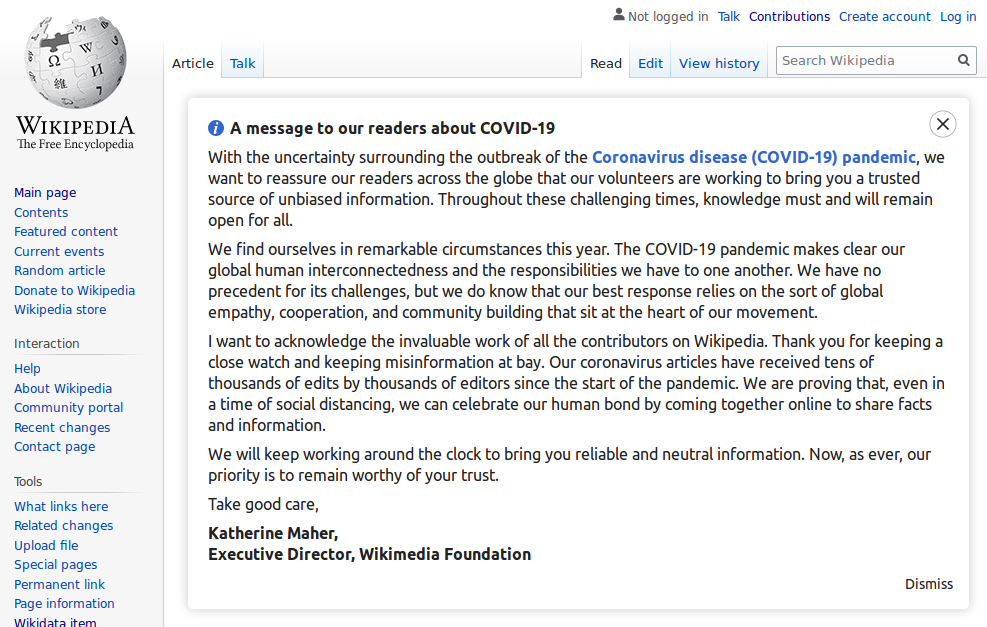
维基媒体基金会执行董事凯瑟琳·马赫（Katherine Maher）向英语维基百科的读者发送的有关COVID-19的留言

“Coronavirus”（冠状病毒）页面创建于2013年。2020年1月5日，维基百科条目“2019–2020 China pneumonia outbreak”（2019-2020中国肺炎疫情）被创建，该条目演变成英语维基百科有关该疫情的主要条目。维基百科随后为“Severe acute respiratory syndrome coronavirus 2”（严重急性呼吸系统综合征冠状病毒2）和“Coronavirus disease 2019”（2019冠状病毒病）创建了条目。截至2月9日，主条目已被大约1,200位编者编辑了6,500多次，有关该疫情的维基百科条目中有6篇主要条目的浏览次数超过1800万次。其他早期条目包括按国家和领土区分的疫情概述（条目名为：COVID-19 pandemic by country and territory）、时间线（条目名为：Timeline of the COVID-19 pandemic），以及另一个侧重于仇外心理和种族主义的条目（条目名为：List of incidents of xenophobia and racism related to the COVID-19 pandemic）。维基百科上有关食用蝙蝠（Bat as food），科罗娜牌啤酒（Corona），严重急性呼吸道综合征（SARS）和武汉的页面的编辑数也有所增加。为了应对这一独特的全球形势，英语维基百科首页的“新闻动态”（In the News）部分中增加了一个放置与2019冠状病毒病疫情相关的关键信息的链接的特别段落，以帮助读者快速获取基本信息。
随着疫情的蔓延，编者努力跟上了新信息和错误信息被添加到网站的浪潮。维基百科上的信息被用来创建可视化数据，并在Reddit、Twitter等其他社交媒体平台上共享。截至3月19日，已有2100多名编者参与撰写了有关该疫情的主要条目。

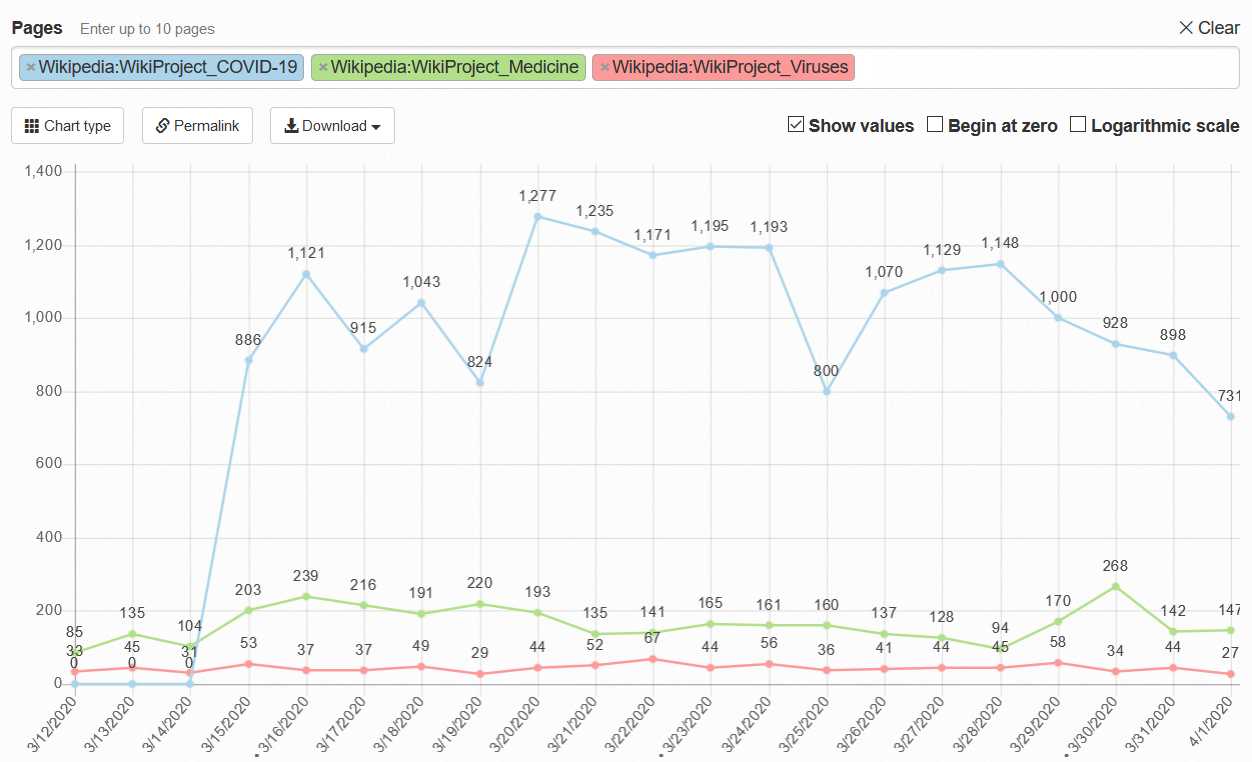
2020年3月，2019冠状病毒病专题（WikiProject COVID-19）、医学专题（WikiProject Medicine）和病毒专题（WikiProject Virus）的查看人数。

编辑者们成立了2019冠状病毒病专题（WikiProject COVID-19），一个致力于该疾病和疫情的维基专题。志愿者们致力于将简短的条目翻译到其他语言版本的维基百科。截至3月24日，该维基专题已有90名成员。包括詹姆斯·海尔曼（James Heilman）在内的医学专题（WikiProject Medicine）成员，致力于提高2019冠状病毒病的信息范围。詹姆斯·海尔曼于5月在《CBS晨间新闻》中露面。维基百科的编辑者们曾删除了一个名为“2020 Tablighi Jamaat coronavirus hotspot in Delhi”的条目，此举冒犯了某些印度人，一名推特用户指责该网站存在腐败行为，并因删除该条目而获得金钱。随后维基百科创始人吉米·威尔士（Jimmy Wales）回应了推特上的谴责，表示维基百科不接受付费删除条目，并称该条目“写得非常糟糕，没有任何来源”。
读者人数的激增反映了疾病传播的重大发展。“COVID-19 pandemic in Pakistan”（2019冠狀病毒病巴基斯坦疫情）在3月下旬出现了流量激增，每天的页面浏览量从8万到10万不等；该文章在该月阅读量最大的页面中排名第72位。4月初，维基媒体项目在24小时内获得6.73亿次页面浏览量，创下五年来最高纪录。截至当时，英文维基百科共有283篇关于冠状病毒条目，其中主要条目已有超过17000次编辑和2000万次浏览。截至2020年4月23日，有关该疫情的条目的浏览量达到2.4亿，关于该疫情的错误信息的页面平均每日浏览量达到14,000。
Google搜索显示了来自英文维基百科的COVID-19死亡人数的错误数据。

### 德语维基百科
在德国维基百科上有数百篇关于2019冠状病毒病疫情的条目。编者们在2020年1月开始撰写有关这一流行病的条目，当时疫情正在中国蔓延。截至2020年3月，有关该疫情的主条目和该疾病在德国传播的条目在德国每日访问量各为约15万次和约10万次。

### 印度诸语言维基百科

乌尔都语维基百科中的2019冠状病毒病专题（WikiProject COVID-19）的标志

截至2020年3月27日，维基百科已有9种印度语言的2019冠状病毒病的信息：阿拉伯语、孟加拉语、博杰普尔语、印地语、卡纳达语、马拉雅拉姆语、泰米尔语、泰卢固语和乌尔都语。医学专题（WikiProject Medicine）的一个部门，SWASTHA（Special Wikipedia Awareness Scheme for the Healthcare Affiliates的缩写）正在与约翰·霍普金斯大学、印度卫生与家庭福利部和国家卫生局以及世界卫生组织合作，以提高信息范围。
截至2020年4月23日，乌尔都语维基百科的冠状病毒条目已被浏览超过12,000次。

### 日语维基百科
在日语维基百科上有超过一百篇关于2019冠状病毒病疫情的条目。维基百科条目“ 安倍口罩（アベノマスク）”由于被提出删除请求而引起了人们的注意。该词指的是一个涉及可重复使用的布口罩的政府计划。有些人说该名称是对安倍晋三的侮辱，其他人则说这不是侮辱，并在日本保守派和右翼报纸《产经新闻》中使用过。社群决定不应对其进行删除。

### 西班牙语维基百科
西班牙语维基百科上关于该疫情的主条目是由哥斯达黎加的一位编者于2020年1月19日撰写的。截至4月中旬，该条目已被编辑5000多次，收录参考文献350篇，浏览量超过500万次。当时约有175名编辑正在对该条目进行监控，日均浏览量达到8万次。

### 其他語言維基百科
隨者英文維基百科對各產業的擴充等以及對各行業影響的深入，其他語言維基百科也以英文版來對應各行各業的影響或受影響的事物創立條目。相關條目語言也隨者時間而增多。

## 维基数据
据Wired报道，BridgeDb正在利用维基百科的一个姊妹项目，维基数据提供的信息创建冠状病毒基因和蛋白质图谱数据库，作为与维基数据的2019冠状病毒病专题（WikiProject COVID-19）合作的一部分。

## 维基媒体基金会
维基媒体基金会，是一个为包括维基百科在内的维基媒体项目提供支持的非盈利组织，允许其员工远程工作。基金会的执行董事凯瑟琳·马赫（Katherine Maher）鼓励编者和读者共同努力提高维基百科的2019冠状病毒病的信息数量。

## 延伸阅读
- [2019冠状病毒病中的维基百科：我们发布的内容及其重要性]. The Signpost. 英文维基百科. 2020-03-29  [2020-06-27]. （原始内容存档于2021-02-23）.
- [开放数据和2019冠状病毒病：维基百科作为疫情期间的信息资源]. The Signpost. 英文维基百科. 2020-04-26  [2020-06-27]. （原始内容存档于2020-04-27）.